# Shilüüstei
Le sum de Shilüüstei (mongol : ᠰᠢᠯᠦᠭᠦᠰᠦᠲᠡᠢ
ᠰᠤᠮᠤ, cyrillique : Шилүүстэй сум, MNS : Shilüüstei sum) est situé dans l'aïmag (ligue) de Zavkhan, en Mongolie. Sa population était de 2 450 habitants en 2005.